# 그레이트 볼카노
대지진(When Time Ran Out)은 1980년 공개된 미국의 재난 영화이다.
원작은 1902년 플레산의 화산쇄설류로 인해 3만 명이 사망했던 일을 다룬 실화 소설이다.
폴 뉴먼과 윌리엄 홀든은 1974년에도 재난 영화 타워링 (1974)에 함께 출연한 바 있다.

## 줄거리
태평양의 한 외딴 섬에서 화산이 분화한다. 이곳에 새로 지어진 호텔의 경영진, 직원, 손님들과 석유 굴착 노동자들은 보다 안전한 곳으로 피신을 시도한다.

## 출연

### 주연
- 폴 뉴먼
- 재클린 비싯
- 윌리엄 홀든

### 조연
- 어니스트 보그나인
- 레드 버턴스
- 제임스 프랜시스커스
- 버지스 메러디스
- 에드워드 앨버트
- 바바라 카레라
- 발렌티나 코르테세
- 베로니카 해멀
- 앨릭스 캐러스

## 기타
- 협력프로듀서: 앨 게일
- 협력프로듀서: 조지 E. 스윙크
- 미술: 필립 M. 제프리스
- 의상: 폴 자스텁네비치
- 배역: 잭 바우어